# Label SJ
Label SJ est un label discographique sud-coréen, établi par l'agence SM Entertainment pour le groupe Super Junior. Il est fondé à l'occasion des 10 ans du groupe le 6 novembre 2015.

## Histoire
Le 6 novembre 2015, les Super Junior fêtent leur 10e anniversaire, SM Entertainment annonce que les Super Junior vont avoir leur propre label de management, le Label SJ. SM déclare : « Nous avons établi le Label SJ pour donner au Super Junior notre soutien et pour qu'ils aient un système idéal pour le management du groupe ». Même si c'est un nouveau label, il sera toujours affilié à SM Entertainment et s'occupera indépendamment et entièrement des activités des Super Junior, que cela soit en groupe, en sous-groupe ou en solo,.
En mars 2023, avec la mise en place de SM 3.0 et la mise en place d'un nouveau centre de multi-production, Label SJ est absorbé dans le centre de production 5 avec[Exo et Riize.

## Artistes

### Groupes
- Super Junior

### Sous-unités
- Super Junior-K.R.Y.
- Super Junior-T
- Super Junior-M
- Super Junior-Happy
- Super Junior-D&E

### Solos
- Heechul
- Yesung
- Donghae
- Ryeowook
- Kyuhyun
- Sungmin
- Zhou Mi

### Anciens artistes
- Super Junior-M : Henry (2015–2018)[6]
- M&D (2015–2019) : Kim Jung-mo (2015–2019)[7]

## Discographie
| Sortie      | Titre                            | Artiste          | Type             | Format             | Langue(s)        |
| 2016        | 2016                             | 2016             | 2016             | 2016               | 2016             |
| ----------- | -------------------------------- | ---------------- | ---------------- | ------------------ | ---------------- |
| 28 janvier  | The Little Prince                | Ryeowook         | EP (mini-album)  | CD, téléchargement | Coréen           |
| 19 avril    | Here I Am                        | Yesung           | EP (mini-album)  | CD, téléchargement | Coréen           |
| 12 juillet  | Goody Bag                        | M&D              | EP (mini-album)  | CD, téléchargement | Coréen           |
| 19 juillet  | What's Your Number?              | Zhou Mi          | EP (mini-album)  | CD, téléchargement | Coréen, mandarin |
| 10 novembre | Waiting, Still                   | Kyuhyun          | EP (mini-album)  | CD, téléchargement | Coréen           |
| 2017        |                                  |                  |                  |                    |                  |
| 16 février  | Blah Blah (version thaïlandaise) | Kyuhyun          | Single numérique | Téléchargement     | Thaïlandais      |
| 18 mars     | Girlfriend                       | Henry            | Single numérique | Téléchargement     | Coréen           |
| 18 avril    | Spring Falling                   | Yesung           | EP (mini-album)  | CD, téléchargement | Coréen           |
| 29 avril    | Real Love                        | Henry            | Single numérique | Téléchargement     | Coréen           |
| 24 mai      | Goodbye For Now                  | Kyuhyun          | Single numérique | Téléchargement     | Coréen           |
| 22 juin     | I'm Good                         | Henry            | Single numérique | Téléchargement     | Coréen           |
| 30 août     | That One                         | Henry            | Single numérique | Téléchargement     | Coréen           |
| 6 novembre  | Play                             | Super Junior     | Album            | CD, téléchargement | Coréen           |
| 2018        |                                  |                  |                  |                    |                  |
| 2 février   | Monster                          | Henry Lau        | Single numérique | Téléchargement     | Anglais          |
| 12 avril    | Replay                           | Super Junior     | Album repackage  | CD, téléchargement | Coréen           |
| 20 avril    | I Don't Care                     | Zhou Mi          | Single numérique | Téléchargement     | Chinois          |
| 16 août     | 'Bout You                        | Super Junior-D&E | EP (mini-album)  | CD, téléchargement | Coréen           |
| 8 octobre   | One More Time                    | Super Junior     | EP (mini-album)  | CD, téléchargement | Coréen           |
| 17 décembre | Whatcha Doin'?                   | Yesung, Chungha  | Single numérique | Téléchargement     | Coréen           |
| 19 décembre | The Lonely Flame                 | Zhou Mi          | Single numérique | Téléchargement     | Chinois          |
| 2019        |                                  |                  |                  |                    |                  |
| 2 janvier   | Drunk on Love                    | Ryeowook         | EP (mini-album)  | CD, téléchargement | Coréen           |
| 14 avril    | Danger                           | Super Junior-D&E | EP (mini-album)  | CD, téléchargement | Coréen           |
| 24 avril    | Old Movie                        | Kim Hee-chul     | Single numérique | Téléchargement     | Coréen           |